# 索倫托 (佛羅里達州)
索倫托（英語：Sorrento）是位於美國佛羅里達州萊克縣的一個人口普查指定地區。

## 地理
索倫托的座標為28°48′28″N 81°33′49″W / 28.80778°N 81.56361°W，而該地最高點為海拔高度21米（即69英尺）。

## 人口
根據2010年美國人口普查的數據，索倫托的面積為3.40平方千米，當中陸地面積為3.40平方千米，而水域面積為0.00平方千米。當地共有人口765人，而人口密度為每平方千米225人。